# Завиша, Артур
Артур Завиша (пол. Artur Zawisza, 24 сентября 1809 — 15 ноября 1833) — польский повстанческий деятель, участник Ноябрьского восстания в Царстве Польском (1830—1831).

## Биография
Представитель польского дворянского рода Завишей Чёрных. Родился в имении Собота на р. Бзуре. Сын главы варшавского департамента Яна Киприана Завиши Чёрного и Марии Карнковской. В 1827 году окончил воеводскую школу в Калише и поступил на факультет права и администрации в королевском университете в Варшаве. В начале польского восстания в 1830 году Артур Завиша работал в газетах «Польский курьер», а затем «Новой Польше». В январе 1831 году был зачислен в 1-й Плоцкий кавалерийский полк (позднее — 8-й уланский полк). Принимал участие в битвах под Бялолянкой (24-25 февраля), Гроховом (25 февраля), Остроленкой (26 мая) и у Будзиски (19 июня). Дослужился до чина капитана и получил крест Virtuti Militari.
После поражения восстания Артур Завиша эмигрировал во Францию, гд вступил в ряды Польского демократического товарищества. Полковник Юзеф Заливский, организатор партизанского движения в Царстве Польском, назначил Артура Завишу командиром партизанских отрядов в Мазовецком воеводстве (под Варшавой и Сохачевом).
В феврале 1833 года Артур Завиша покинул Париж и через Бельгию и Германию прибыл в деревню Турзно, под Торунью, где встретился с матерью, братом и написал завещание. После партизанских действий 14 июня 1833 года партизанский отряд А. Завиши прибыл в местечко Кросневицы, где был выдан местным жителем. Партизан окружил отряд русской кавалерии. В бою погибли несколько русских солдат и один офицер, но все партизаны попали в плен. Артур Завиша был арестован и доставлен в Варшаву, где его повесили 15 ноября 1833 года. Пятерых его товарищей расстреляли, а остальных отправили на каторгу в Сибирь.
В 1939 году в Ловиче был возведен памятник, посвященный Артуру Завише.